# Célula espumosa
Las células espumosas aparecen en la pared de vasos sanguíneos formando una veta de grasa. Este es el inicio de la formación de la placa de ateromas y son derivadas de macrófagos y células musculares lisas de la pared arterial. En casos de hiperlipidemia crónica, las lipoproteínas conglomeradas dentro de la íntima de los vasos sanguíneos se oxidan por la acción de los radicales libres generados ya sea por los macrófagos, células endoteliales o, especialmente en placas avanzadas, también de células musculares lisas. Los macrófagos digieren las lipoproteínas de baja densidad (LDL) oxidadas por un proceso llamado endocitosis, dirigidos por receptores scavenger, que son distintos de los receptores de LDL. La LDL oxidada se acumula en los macrófagos y otros fagocitos, que luego son conocidas como células espumosas. Estas forman estrías de grasa en las placas de ateroma de la túnica íntima de las arterias.
Las células espumosas no son peligrosos en sí, pero pueden convertirse en un problema cuando se acumulan en ciertos focos específicos, creando así un centro necrótico en el proceso de ateroesclerosis. Se puede formar una capa fibrosa a raíz del centro necrótico que puede luego despegarse de la luz de un vaso, formando un trombo que puede conducir a embolias que ocluyen vasos más pequeños. La oclusión de pequeños vasos da como resultados la isquemia, que contribuye al accidente cerebrovascular e infarto de miocardio, dos de las principales causas de muerte cardiovascular relacionadas con la aterosclerosis.